# Miss Piauí 2014
Miss Piauí 2014 foi a 56ª edição do tradicional concurso de beleza feminino que escolhe a melhor representante piauiense no concurso nacional de Miss Brasil 2014. Participaram cerca de doze (12) candidatas  da disputa representando seus respectivos municípios de origem. A competição ocorreu no Iate Clube de Teresina  e foi comandado pelos apresentadores Simone Castro e Luiz Fontinele com a participação do Cordão Grupo de Dança. Nathálya Araújo, Miss Piauí 2013 coroou sua sucessora ao título no final do evento, esta, foi a representante de Batalha, Verbiany Leal, que é natural de Amarante, pequeno município do estado.

## Resultados

### Colocações
| Posição        | Cidade e Candidata                                                 |
| Vencedora      | - Batalha - Verbiany Leal                                          |
| 2º. Lugar      | - Picos - Flávia Fernandes                                         |
| 3º. Lugar      | - Bom Jesus - Ana Clara Castro                                     |
| Finalistas     | - Miguel Alves - Vanessa Lima - Luís Correia - Jéssica Albuquerque |
| Semifinalistas | - Luzilândia - Mayara Carvalho - Parnaíba - Rhanna Crislley        |

### Prêmio Especial
- O prêmio distribuído pelo concurso neste ano:[9]

| Prêmio        | Município e Candidata            |
| Miss Simpatia | - Buriti dos Lopes - Lúcia Sousa |

## Candidatas
As candidatas ao título deste ano:
- Altos - Jéssica Brenda
- Batalha - Verbiany Leal
- Bom Jesus - Ana Clara Castro
- Buriti dos Lopes - Lucia Sousa
- Francisco Ayres - Vanessa Nunes
- Luís Correia - Jéssica Albuquerque
- Luzilândia - Mayara Carvalho
- Miguel Alves - Vanessa Lima
- Monsenhor Gil - Paula Teixeira
- Parnaíba - Rhanna Crislley
- Picos - Flávia Fernandes
- Regeneração - Raylany Rodrigues

## Histórico

### Desistências
- Bonfim do Piauí - Dagmara Landim
- Palmeirais - Loraine Fernanda
- Piripiri - Ítala Ferreira
- Teresina - Katiwsy Oliveira

## Crossovers
Candidatas em outros concursos:

### Estadual
Miss Piauí
- 2013: Teresina - Katiwsy Oliveira (4º. Lugar)
  - (Representando o município de Picos)

### Nacional
Miss Mundo Brasil
- 2009: Batalha - Verbiany Leal
  - (Representando o Estado do Piauí)